# Ihsan Nuri
Ihsan Nuri, in curdo: Îhsan Nûrî Paşa ,ئیحسان نووری پاشا (Bitlis, 1892 – Teheran, 25 marzo 1976) è stato un militare e politico curdo, ex ufficiale dell'esercito ottomano e turco e uno dei leader della ribellione dell'Ararat come generalissimo del Forze Nazionali Curde.

## Biografia

### Formazione
Ihsan Nuri nacque nella casa del padre Elî Qulî a Bitlis nel 1893. Veniva da un ramo della tribù Jalali. Dopo aver terminato l'istruzione primaria presso la moschea Gök Meydan a Bitlis, si iscrisse alla scuola militare di Erzincan (Erzincan Askerî Rüştiyesi). Dopo aver completato l'istruzione secondaria, entrò nell'Accademia militare ottomana dove si unì all'Hevî, un'associazione curda studentesca. Nel 1910 si laureò in questa accademia come tenente e si arruolò nell'esercito ottomano.

### Carriera militare ottomana
Dopo aver partecipato alle operazioni di contro insurrezione in Albania, fu inviato in Yemen e vi prestò servizio per 33 mesi. Dopo essere tornato, fu nominato aiutante di campo del 93º reggimento di fanteria ottomano e fu inviato a Beyzon. Nella prima fase della prima guerra mondiale fu ferito a Nerman e rimandato nelle retrovie per le cure. Sulla strada per Erzincan, soffrì di congelamento vicino Karaburun. Dopo le cure a Erzincan, fu assegnato alla 9ª armata ottomana, e poi nominato membro del comitato amministrativo di Ozurgeti in Georgia, brevemente occupata dalle truppe turche durante la campagna del Caucaso del 1918 dove prestò servizio come comandante della gendarmeria mobile della città. Dopo la prima guerra mondiale, entrò in contatto con il Kürdistan Teali Cemiyeti, che gli affidò il compito di stabilire relazioni tra i notabili curdi nell'area intorno a Diarbakır, Siirt e Bitlis. Scrisse un articolo sui Quattordici punti di Woodrow Wilson, che fu pubblicato il 30 marzo 1919 sulla rivista Jîn. Quando arrivò a Trebisonda, Rushdi Bey, che era il comandante della nona divisione caucasica, lo mandò a Baku per incontrare le autorità dell'Armata Rossa. Fu un comandante della repressa rivolta di Beytüssebab nel settembre 1924 in cui chiese ad altri miliziani tribali curdi di sostenere la ribellione. Appoggiò anche la ribellione dello sceicco Said nel 1925 ma non vi prese parte in una posizione di comando poiché era in esilio in Persia nel febbraio 1925. Dopo la repressione della ribellione di Beytüssebap, l'intelligence turca tentò di assumere Nuri come una spia turca per gli inglesi. Gli inglesi tuttavia respinsero il tentativo.

### Repubblica di Ararat
I nazionalisti curdi proclamarono l'indipendenza del Kurdistan nell'ottobre 1927 (o secondo altre fonti nel 1928) e formarono anche lo Xoybûn (Indipendenza), un'organizzazione nazionalista curda.
Consapevole della necessità di una struttura militare adeguata, lo Xoybûn promosse Ihsan Nuri a generale (pascià) e lo nominò comandante in capo dell'esercito nazionale curdo. Ihsan Nuri, fu un ex membro curdo dei Giovani Turchi.
Nel 1928, Ihsan Nuri radunò un piccolo gruppo di soldati armati di armi moderne e addestrati nelle tattiche di fanteria. Questa forza iniziò la rivolta di Xoybûn, marciando verso il Monte Ararat. Ihsan Nuri e i suoi uomini non solo ottennero successo nel raggiungere il monte Ararat, ma furono in grado di proteggere la città di Bitlis, la provincia di Van, e la maggior parte della campagna intorno al lago Van, stabilendo una notevole area di resistenza curda.
Entro la fine dell'estate 1930, le forze aeree turche bombardarono da tutte le direzioni le posizioni curde intorno al monte Ararat. Secondo il generale Ihsan Nuri, la superiorità militare delle forze aeree turche demoralizzarono i curdi e portarono alla loro capitolazione.

### Come rifugiato
Durante gli anni '30, İhsan Nuri arrivò come rifugiato a Teheran. Il governo limitò per anni i suoi movimenti a Teheran. Nel 1960 la sua situazione migliorò e gli fu permesso di stabilirsi nella regione curda intorno a Urmia. Nel 1962 intraprese un viaggio a Berlino Ovest per un congresso di lingua curda dove incontrò anche Kamuran Bedir Khan. Mentre era in Europa, visitò anche città come Colonia e Vienna, e in entrambe le località venne ricevuto da diplomatici iraniani. Tornò in Iran a metà del 1962 e successivamente a Urmia.

### Morte
Ihsan Nuri visse a Teheran fino alla sua morte, nel 1976, causata da un incidente stradale.